# Sergej Novitski

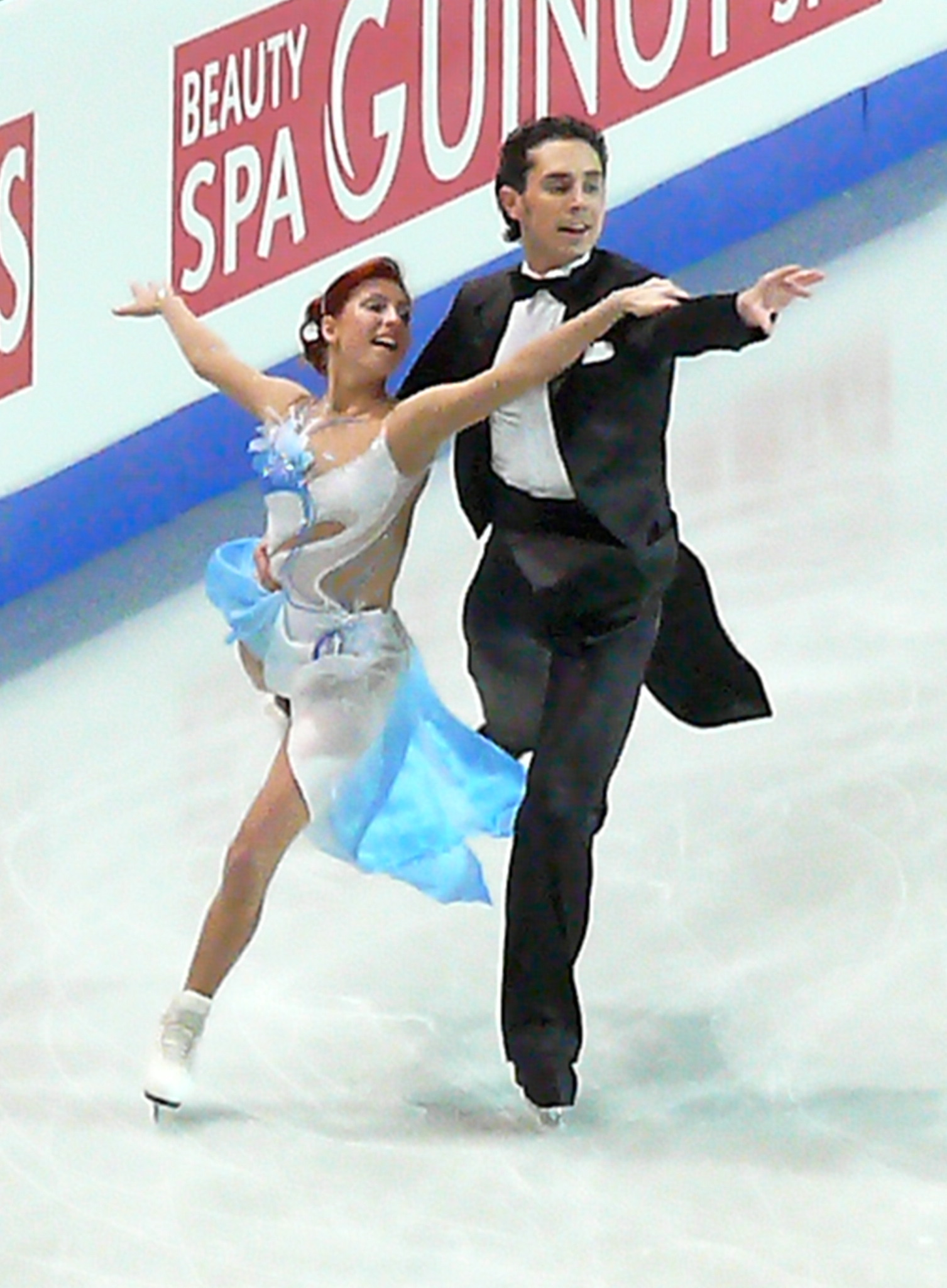
Jana Chochlova
/ Sergej Novitski

Sergej Nikolajevitsj Novitski (Russisch: Сергей Николаевич Новицкий) (Moskou, 16 mei 1981) is een Russisch kunstschaatser.
Novitski is actief in het ijsdansen en sinds 2001 is Jana Chochlova zijn vaste sportpartner. Zij trainen bij Alexander Svinin en Irina Zhuk.
In 2006 debuteerden ze op de internationale kampioenschappen. Op het Europees kampioenschap werden ze tiende, bij de Olympische Spelen en het wereldkampioenschap twaalfde. Op het EK van 2008 wonnen ze de bronzen medaille, hetzelfde resultaat boekten ze op het WK van 2008. Het EK van 2009 wisten ze winnend af te sluiten.
Bij de nationale kampioenschappen stonden ze in 2005 voor het eerst op het erepodium, ze werden derde. Ook in 2006 legden ze beslag op de derde plaats en in 2007 stonden ze een trede hoger. De kampioenschappen van 2008 en 2009 wisten ze te winnen.

## Persoonlijke records
| records                | punten | datum      | toernooi |
| ---------------------- | ------ | ---------- | -------- |
| Hoogste totaalscore    | 203.26 | 21-03-2008 | WK       |
| Hoogste verplichte kür | 37.98  | 18-03-2008 | WK       |
| Hoogste originele kür  | 65.99  | 20-03-2008 | WK       |
| Hoogste vrije kür      | 99.66  | 25-01-2008 | EK       |

## Belangrijke resultaten
| Kampioenschap           | 01/02 | 02/03 | 03/04 | 04/05 | 05/06 | 06/07  | 07/08 | 08/09 | 09/10 |
| ----------------------- | ----- | ----- | ----- | ----- | ----- | ------ | ----- | ----- | ----- |
| Olympische Spelen       |       |       |       |       | 12e   |        |       |       | 9e    |
| Wereldkampioenschap     |       |       |       |       | 12e   | 8e     | Brons | 6e    | tzt   |
| Europees kampioenschap  |       |       |       |       | 10e   | 4e     | Brons | Goud  | Brons |
| Nationaal kampioenschap | 7e    |       | 4e    | Brons | Brons | Zilver | Goud  | Goud  |       |

 tzt = teruggezet 